# Deudorix intermedius
Deudorix intermedius är en fjärilsart som beskrevs av Otto Staudinger 1888. Deudorix intermedius ingår i släktet Deudorix och familjen juvelvingar. Inga underarter finns listade i Catalogue of Life.